# 白鹤镇 (房县)
白鹤镇，是中华人民共和国湖北省十堰市房县下辖的一个乡镇级行政单位。

## 行政区划
白鹤镇下辖以下地区：
孙家湾村、石堰河村、长龙堰村、解家湾村、赤岩村、伏溪堰村、白鹤观村、付家村、堰河村、黄杨树村、东浪村、双河村、雷家冲村和三棵树村。